# Alfabet runic turcic
Așa-zisul Alfabet runic turcic -cunoscut științific sub numele de "Alfabetul Orhon"- este un tip de scriere constând în jur de 40 de însemne și simboluri, întrucâtva asemănătoare cu cea runele, dar aparținând popoarelor turcice din Antichitatea târzie și Evul Mediu. Caracterele acestui alfabet au fost descoperite la sfârșitul secolului al XIX-lea ca fiind gravate în special pe două monumente din granit zăcând pe Valea Orhon din Mongolia de astazi (pe turcește "Orhun Yazıtları"). Ele au fost datate ca originând în secolul al VIII-lea printre așa numiții turci din Asia Central-Estică sau Gök Türk (sau Kök Türk), "turcii albaștri", ai căror reprezentanți contemporani mai notabili sunt uigurii, care rezidă în oazele din regiunea autonomă uigură sau Sinkiang (Xīnjiāng pe chineză), în vestul Chinei. Imperiul medieval al uigurilor a preluat și folosit ulterior această scriere.
Originile acestui alfabet au fost puse în legătură cu alfabetele sogdian și aramaic, prin acesta din urmă derivând în ultimă instanță din alfabetul fenician. Alte opinii relevă asemănarea cu hieroglifele sau cu ideogramele scrierilor de tip chinez antic. Totuși, originalitatea deosebită a sa face din alfabetul pseudorunic turcic un sistem de semne și comunicare diferit de alfabetele convenționale mai sus menționate.
Acest alfabet reprezintă mai mult decât un simplu tip de scriere (sau mai degrabă "inscripționare") fiind asociat cu simbolistica șamanilor turcici și cu aceea a tamgalelor (dangalelor) (pe turcește damga), adică a semnelor pentru făcute cu fierul înroșit pe pielea vitelor, a cămilelor de povară, a cailor și ovinelor din turmele triburilor nomade turcice și iranice, pentru a le diferenția și a împiedeca furtul. 
Inițial, dangaua era însemnul tribal, respectiv stema tribală, la popoarele scito-turcice și mongole. Dangalele sunt utilizate și astăzi; iar unele au devenit parte componentă din câte o stemă a statului. Unele însemne tribale au fost incluse, ca „gǖl”-uri sau embleme, plasate de obicei într-un chenar, în centrul desenului covoarelor sau „kilim”-uri și care reprezintă figuri zoomorfe („coarnele de berbec” în cazul triburilor Koyunlu), stilizări de arme sau săgeți din arsenalul războinicului turcic sau figuri fitomorfe, uneori chiar făcând aluzii la zeități preislamice, cum ar fi cazul celebrelor "boteh"-uri,  al cărui înțeles a fost adesea decriptat ca desemnând o lacrimă, un foetus în poziția prenatală, conul unui pin, o pară, un chiparos, bobocul unei flori pe cale să se deschidă sau flacăra zoroastriană veșnică ș.a.m.d. 
Semiluna turcilor selgiucizi a fost și ea inițial o danga, a cărei configurație curbilinie s-a transformat treptat în reprezentarea lunii și a luceafărului.
Dangaua tribului Eymür pare a fi o variantă ușor stilizata a crucii egiptene ankh corespunzând sunetului "nḫ" respectiv "š" la turcici, iar caracterul "z" sugerează la prototurci svastica de origine ariano-indiană.

## Dangale ale principalelor triburi turcice nomade medievale

Eymür (Üçoklar/Dağ Han'ı)
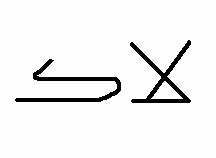
Beğdili
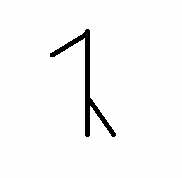
Avșar (Afshar)
Bayındır
Kinik
Kayı (Kayilar Yörük)
Karaevli (Yörük)
Yazir
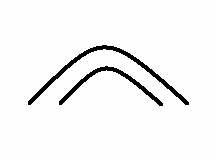
Çavuldur
Salur (Salor Türkmen)
Üreğir (Yüreğir)
Çepni (Üçoklar/Gök Han)
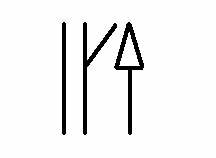
Bayat
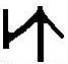
Kașgarlı Mahmut'a göre (Salur)
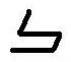
Reșideddin'e Göre (Salur)

## Galerie de imagini

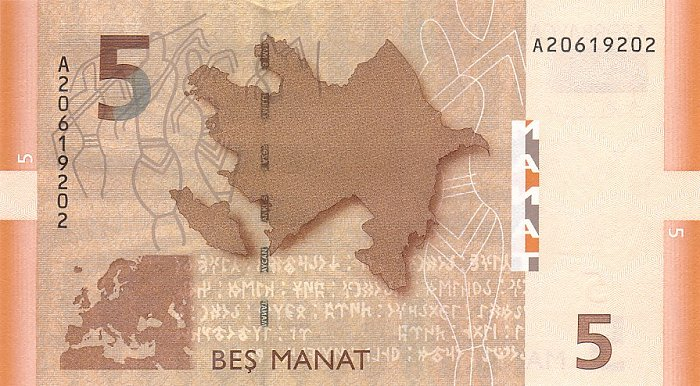
Text scris în alfabetul runic turcic, pe reversul bancnotei, cu valoarea nominală de 5 manat, emisă de Banca Centrală din Azerbaidjan, în 2006.